# Kaijatsaari (ö i Södra Savolax, S:t Michel, lat 61,64, long 27,47)
Kaijatsaari är en ö i Finland. Den ligger i sjön Ylimmäinen och i kommunen Sankt Michel i den ekonomiska regionen  S:t Michel och landskapet Södra Savolax, i den södra delen av landet, 210 km nordost om huvudstaden Helsingfors. Öns area är 4 hektar och dess största längd är 0,7 kilometer i nord-sydlig riktning.